# La Tradición (Tortosa)
La Tradición va ser un setmanari català escrit en castellà editat a Tortosa entre els anys 1911 i 1936.

## Història
El primer número del setmanari va sortir el 17 de juny de 1911, portant per subtítol el lema carlista de Déu, Pàtria i Rei, al qual poc després li afegiria «Semanario órgano del partido tradicionalista de los distritos de Tortosa, Roquetas y Gandesa».
Va ser fundat conjuntament per Enric Bayerri i Bertomeu, que en fou el seu primer director, i el metge Emili Sanz Partegàs.
S'editava a quatre pàgines de 50 per 35 cm, a quatre columnes, a l'impremta de l'Acció Social Catòlica, a càrrec de Biarnés. Tenia per director a José Sabaté Blanch; per administrador a Francesc Biarnés, i per redactors a Valero i Josep Sabater.
Al juny de 1914 el setmanari va ser denunciat per un dels seus articles.
Entre els col·laboradors van figurar Cirici Ventalló, Rafael Ventura, Lluís Comtal, Samuel Mira, Ramon Verges Paulí, Juan Martínez Carcelli, Joan Baptista Ferré (prevere); Jacobo Herrero, el conde de Kenty, Sara Mirall Requexa, J. A. Larramendi, Robert Andreu, Joaquim Bau i Nolla, Carles G. Botxí, Felip Tallada, Salvador Minguijón y Adrián, Manuel Bellido Rubert i Emili Sanz.
El setmanari reproduïa sovint textos de Dalmacio Iglesias, senador per la província de Tarragona, a qui va defensar en produir-se l'escissió mellista l'any 1919, tot recolzant novament la seva candidatura a senador al juny. No obstant això, La Tradición romandria lleial a Jaume de Borbó i de Borbó-Parma. Era un dels vuit periòdics jaumistes catalans (del total de dotze a Espanya) que el setmanari El Cruzado Español anunciava l'any 1929 com a periòdics de la premsa legitimista espanyola.
Des de 1921 va tenir per director a Josep Monllaó i Panisello, qui seria així mateix redactor en cap de l'Heraldo de Tortosa i feia ús del pseudònim de «Llaonet».
Durant la Segona República Monllaó va continuar dirigint el setmanari, que era un dels quatre periòdics tradicionalistes de la província juntament amb El Correo de Tortosa, dirigit per Josep Bru i Jardí; Joventut de Valls, dirigit per Tomàs Caylà; i El Radical de Reus.
El periòdic va ser suspès pel govern republicà i el seu director multat amb 2.000 pessetes per la publicació d'un article el 16 de juliol de 1932 signat per «Llaonet», que es va considerar contrari a l'article 2n. de la llei de Defensa de la República. Posteriorment seguiria publicant-se fins a l'esclat de la Guerra Civil al juliol de 1936. Monllaó aconseguiria salvar la vida gràcies a la mediació de Francesc Cabanes i March, dirigent d'ERC a Tortosa.